# Существо (альбом)
«Существо» — седьмой студийный альбом российского музыканта Дельфина, вышедший в 2011 году.

## Об альбоме
14 треков, записанных на собственной студии Дельфина при участии Павла Додонова, Андрея Старкова и Рената Ибрагимова, разделили на две части, первая из которых была представлена 18 октября 2011 года на сервисе Яндекс.Музыка, а 25 ноября там же появилась вторая часть альбома..
20 сентября был презентован первый видеоклип из готовящегося альбома — «Sunset»; его съёмки проходили в Индии. 20 октября на официальном сайте Дельфина состоялась премьера видеоклипа на песню «Начало».

## Отзывы
…Поскольку звук <…> более-менее знаком, больше обращаешь внимания на песни; и песни эти новые — в первую очередь с точки зрения интонации. Грубо говоря, это первая пластинка Дельфина, к которой в полной мере можно применять разнообразные «позитивные» эпитеты: да, система лексических координат осталась прежней <…> — но смыслы стали другими. Ну то есть — Дельфин записал очень красивый, трогательный, какой-то светлый и смиренный альбом.Александр Горбачёв, «Афиша»

## Список композиций
Часть 1
1. «Начало»
2. «Ждут»
3. «Темно»
4. «Снеговик»
5. «Sunset»
6. «Прощай»
7. «Васильки»

Часть 2
1. «Не было»
2. «6:30 am»
3. «Частицы»
4. «Надо»
5. «1»
6. «QT»
7. «Всё»
8. Существо (бонус стих)

## Участники записи
- Дельфин — вокал, драм-машина;
- Павел Додонов — гитара, бас, клавиши;
- Ренат Ибрагимов — звукоинженеринг, клавиши, драм-машина, продюсер.
- Андрей Старков - звукорежиссёр

## Клипы
- Sunset (2011)
- Начало (2011)
- Ждут (2012)
- Снеговик (2012)
- Qt (2013)